# Leicester City Football Club
 (juin 2023).
Si vous disposez d'ouvrages ou d'articles de référence ou si vous connaissez des sites web de qualité traitant du thème abordé ici, merci de compléter l'article en donnant les références utiles à sa vérifiabilité et en les liant à la section « Notes et références ».
Maillots
Actualités
Le Leicester City Football Club, aussi connu sous le nom de The Foxes est un club de football anglais basé à Filbert Way à Leicester, au King Power Stadium.
Le club est fondé en 1884 sous le nom de Leicester Fosse FC et évolue alors sur un champ près de Fosse Road. Il se déplace en 1891 dans le stade de Filbert Street, avant d'intégrer la Football League en 1894 puis d'être renommé Leicester City Football Club en 1919. Le club évolue au Walkers Stadium à partir de 2002, stade renommé King Power Stadium après un changement de propriétaire en 2011.
Les Foxes ont été sacré une fois champion d'Angleterre, ils ont été champions de deuxième division à sept reprises et comptent un titre de troisième division. Ils ont également remporté la Coupe de la Ligue à trois reprises, une fois la Coupe d'Angleterre et le Community Shield à deux reprises.
L'histoire récente du club est marquée par son titre de champion de Football League Championship (seconde division) en 2013-2014, synonyme de retour au plus haut niveau après dix ans d'absence. Leicester évolue dans un relatif anonymat en Premier League durant une saison, jusqu'à ce que le club soit sacré champion d'Angleterre en 2016 pour la première fois de son histoire. Ce titre défie tous les pronostics, les bookmakers n'imaginant pas un tel succès, et propulse le club dans une nouvelle dimension sportive et financière. Toutefois, le 28 mai 2023, Leicester City est officiellement relégué en Championship pour la saison 2023-2024,.

## Histoire

### Fondation et genèse de Leicester Fosse (1884-1919)
Fondé en 1884 sous le nom de Leicester Fosse par d'anciens élèves de la Wyggeston School. Le tout premier secretary manager de l'histoire du club est également nommé cette année-là et se nomme Ernest Marson. Le nom Leicester Fosse vient du fait que l'équipe jouait, à ses débuts sur un terrain appelé Fosse Road. Au total, en plus de Fosse Road, le club joue dans cinq stades différents, dont Victoria Park ou Bicycle Grounds, avant de s'installer à Filbert Street pour plus de cent ans. Le club adopte un statut professionnel en 1888 puis rejoint la Fédération anglaise de football en 1890. Le Leicester Fosse rejoint la Midland League en 1891. Durant ses deux premières saisons, le club termine 11e puis 4e avant d'atteindre la deuxième place à l'issue de la saison 1893-1894. Cette deuxième place, obtenue sous la direction de George Johnson en tant que manager permet ainsi au club d'accèder à la deuxième division de la Football League en 1894. Malgré la promotion, Johnson quitte son poste sur le banc de l'équipe et est remplacé par J. Lee, qui ne reste cependant qu'une seule saison.

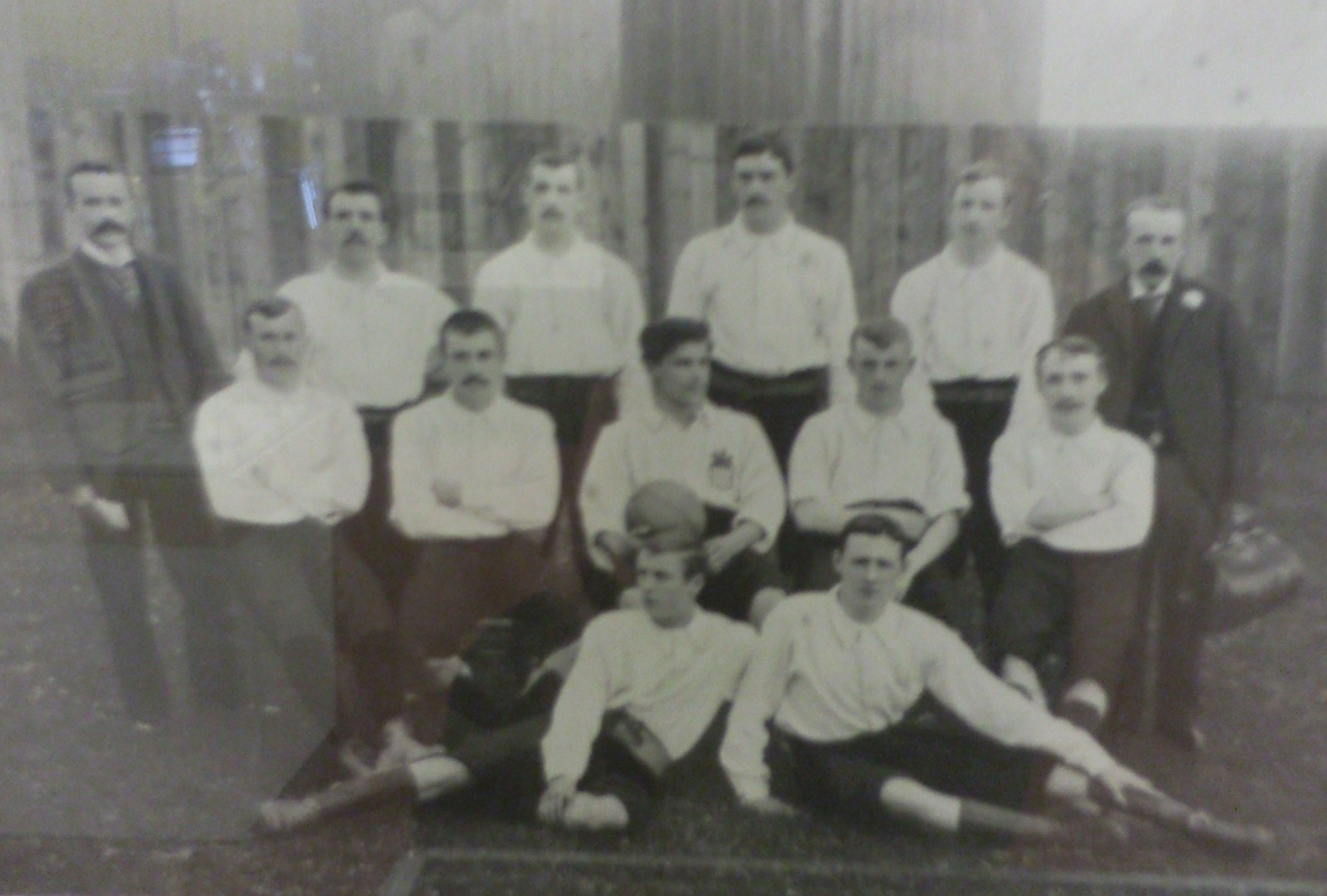
Leicester Fosse en 1893

Le premier match du club dans la compétition se solde sur une défaite 4 buts à 3 contre Grimsby Town Football Club, la première victoire du club intervenant une semaine plus tard contre Rotherham United à Filbert Street. Lors de cette-même saison, le club remporte la plus large victoire de son histoire 13 buts à 0, face à Notts Olympic lors d'un match de qualification pour la coupe d'Angleterre,. Finalement, le club réalise une belle première saison en seconde division en terminant à une honorable quatrième place. Les années suivantes sont toutefois plus difficiles pour le club, incapable d'obtenir la promotion tant attendue en First Division. Ce n'est finalement qu'en 1907-1908, sous la direction de George Johnson, revenu au club, que le club, en terminant vice-champion de Second Division obtient son billet pour la First Division, élite du football anglais. Néanmoins, le club est relégué après une seule saison au plus haut niveau, encaissant notamment douze buts face à Nottingham Forest,. Après trois tentatives infructueuses de remonter dans l'élite, Johnson décide de quitter son poste de secretary manager pour de bon et est remplacé par John W. Barlett. Malgré ce changement, le club enchaine les performances décevantes en seconde division et est incapable d'arracher la promotion. À la fin de la saison 1914-1915, qui voit Leicester terminer à une décevante 19e place, le football est suspendu à la suite du déclenchement de la Première Guerre mondiale. Durant cette période, le club continue toutefois à jouer dans les compétitions locales.

### Ascenseur entre D1 et D2 (1919-1957)
En 1919, au retour du football après la guerre, Leicester Fosse cesse son activité en raison de difficultés financières. Le club est alors reformé sous le nom de Leicester City Football Club. L'Écossais Peter Hodge est alors nommé manager officiel de l'équipe. Après cette réforme, durant les années 1920, le club connaît un succès modéré en enchainement les saisons dans le ventre mou du classement. En 1933, Hodge signe au club l'ailier anglais Hugh Adcock. Homme important de l'équipe, Adcock reste au club durant 12 saisons et joue 440 rencontres pour les Foxes. En 1932, Hodge fait signer au club Arthur Chandler, un attaquant en provenance de Queens Park Rangers qui s'avèrera être l'un des plus grands joueurs de l'histoire du club. Bien aidé par les 32 réalisations de Chandler cette année-là, l'équipe remporte la 2e division lors de la saison 1924-1925 ce qui lui permet de retrouver la première division pour la première fois depuis 17 ans. Le club se maintient pour son retour dans l'élite et réalise également un beau parcours en FA Cup, compétition qui ne lui réussissait pas jusque-là en atteignant les quarts de finales. Malgré cette saison dans l'ensemble positive, Hodge quitte son poste et est remplacé par un autre écossais, Willie Orr. Il réalise d'excellents résultats avec l'équipe, toujours emmenée par son buteur phare, Arthur Chandler. Les pensionnaires de Filbert Street terminent tout d'abord septièmes lors de sa première saison, puis troisièmes lors de la suivante. Lors de la saison 1928-1929, Leicester City parvient même à terminer deuxième de la Premier League à un point du leader The Wednesday.
Malgré cela, les résultats de l'équipe baissent durant les années 1930. Willie Orr quitte le club à l'issue de la saison 1931-1932 et est remplacé par Peter Hodge, à qui il avait succédé. Ce changement n'apporte toutefois pas l'effet escompté. Hodge ne reste que deux saisons sur le banc de touche et le club connaît de sérieux problèmes financiers, qui vont l'amener à la relégation lors de la saison 1934-1935. L'équipe remonte en première division lors de la saison 1936-1937 sous la direction d'Arthur Lochhead mais finira une nouvelle fois par être relégué en 1939.
Cette année-là, la direction nomme Tom Bromilow, une ancienne légende de Liverpool à la tête de l'équipe, mais l'éclatement de la Seconde Guerre mondiale contraint tous les clubs de football à de nouveau cesser leurs activités. Au retour du football en 1945, Leicester se retrouve donc en Second Division et la même année, Bromilow quitte le club. En 1946, le Board décide de nommer au poste d'entraîneur Johnny Duncan, un ancien grand joueur du club dans les années 1920. En 1949, le club atteint la finale de la FA Cup pour la première fois de son histoire,. Leicester ne parvient pas à remporter le premier trophée majeur de son histoire et s'incline 3-1 face à Wolverhampton Wanderers. La semaine qui suivit la finale est cependant plus heureuse, puisque le club célèbre son maintien en deuxième division, après une saison très compliquée en championnat. Duncan quitte son poste d'entraîneur en 1949, sans avoir réussi à faire remonter l'équipe en première division et est remplacé par Norman Bullock. En 1954, le club remporte le championnat de seconde division, avec l'aide notamment d'Arthur Rowley, l'un des meilleurs attaquants du club à cette époque. Malgré une nouvelle relégation dès 1955, Leicester retrouve l'élite en 1957, toujours grâce à Rowlay, auteur de 44 buts en une saison.

### Ancrage parmi l'élite et premiers trophées (1957-1978)

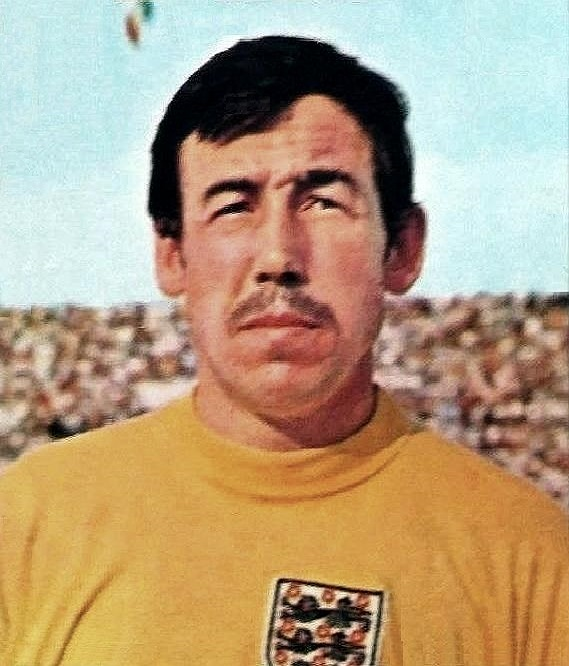
Gordon Banks, l'un des meilleurs gardiens de l'histoire arrive au club en 1959.

De 1957 à 1978, le club va connaître une longue installation dans l'élite sous la direction de Matt Gillies, nommé entraîneur en novembre 1958 et de son adjoint Bert Johnson. Pour sa première saison, Gillies parvient à éviter la relégation en terminant 18e. Malgré une nouvelle saison compliquée en 1958-1959, les résultats de l'équipe vont rapidement devenir plus positifs. En 1959, il fait venir au club un jeune gardien de 21 ans du nom de Gordon Banks, en provenance du modeste club de Chesterfield. Banks, qui dispute au total 353 rencontres avec les Foxes participe au succès du club dans les années 1960 et deviendra par la même occasion l'un des tous meilleurs gardiens de l'histoire, remportant notamment le Mondial 1966 avec la sélection anglaise. Emmené par plusieurs joueurs de talents tels que Banks, Richie Norman ou encore le capitaine Jimmy Walsh, Leicester atteint la finale de la FA Cup pour la seconde fois de son histoire en 1961. Les Foxes ont rendez-vous à Wembley contre Tottenham mais sont battus sur le score de 2-0. Cette arrivée jusqu'en finale permet au club de participer pour la première fois de son histoire à une compétition européenne la saison suivante, en prenant part à la Coupe d'Europe des vainqueurs de coupe, Tottenham étant qualifié pour la Coupe des clubs champions européens à la suite de sa victoire en championnat. Après une victoire 7-2 sur l'ensemble des deux matchs contre le club nord-irlandais de Glenavon Football Club, Gillies et ses hommes s'inclinent contre l'Atlético de Madrid au stade des huitièmes de finale, 3-1 sur l'ensemble des deux confrontations.
Durant la saison 1962-1963, le club est leader à la mi-saison, mais finit quatrième, meilleure performance en première division après la guerre. La même saison, Leicester retrouve une nouvelle fois la finale de la FA Cup mais comme en 1961, Gillies et ses joueurs sont de nouveau défaits, cette fois-ci face à Manchester United. En 1964, Leicester remporte finalement le premier titre de son histoire en soulevant la League Cup après une victoire 4-3 face à Stoke City. L'entraîneur Matt Gillies reçoit l'éloge des journalistes qui aiment le système de jeu développé par Leicester. La saison suivante, le club se retrouve de nouveau en finale de la coupe de la ligue pour défendre son titre mais s'incline 3-2 contre Chelsea. Après un mauvais début de saison, Matt Gillies démissionne en novembre 1968. Son successeur, Frank O'Farrell n'a pas pu empêcher la relégation, mais le club a atteint la finale de la FA Cup en 1969 mais échoue une nouvelle fois à remporter le trophée après une défaite 1-0 face à Manchester City.
Après deux saisons en deuxième division, Leicester remonte en 1971 en remportant le titre de seconde division. O'Farrell quitte le club et c'est Jimmy Bloomfield qui est nommé pour la nouvelle saison. Le club dispute même le Community Shield durant l'intersaison, le champion d'Angleterre étant incapable de libérer une place dans son calendrier pour jouer la rencontre. Les Foxes remportent d'ailleurs le trophée face à Liverpool après une victoire 1-0 sur un but de Steve Whitworth. Durant toute la durée du mandat de Bloomfield, le club ne connaît pas la relégation ce qui constituait sa plus longue période sans interruption dans l'élite. De plus, le club réalise quelques beaux parcours en FA Cup en atteignant notamment la demi-finale en 1973-1974. En 1977, Frank McLintock succède à Jimmy Bloomfield.

### Période d'instabilité (1978-1994)

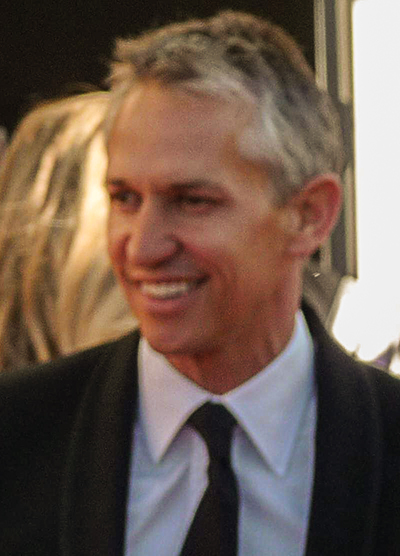
Gary Lineker sort de la Leicester academy en 1978.

Les Foxes sont relégués à la fin de la saison 1977-1978 ce qui conduit à la démission de McLintock 11 mois seulement après sa nomination. Jock Wallace, entraîneur écossais à succès arrive alors au club. Pour sa première saison sur le banc du club, Wallace lance en équipe première un jeune attaquant issu de l'académie, Gary Lineker. La saison 1978-1979 est cependant compliquée pour le club, qui lutte une nouvelle fois afin d'éviter la relégation. Leicester termine finalement 17e et parvient donc à rester en division 2. Après ce sauvetage, Wallace remporte le championnat de seconde division en 1980 permettant ainsi au club de retrouver l'élite. Les Foxes sont incapables de se stabiliser en première division et subissent une nouvelle relégation en 1981. Wallace emmène toutefois le club en demi-finale de la FA Cup en 1982 qui quitte le club à l'issue de cette même saison après une décevante huitième place.
Gordon Milne arrive au club en remplacement de Wallace et le club parvient à remonter en première division en 1983 en terminant troisième, en partie grâce aux bonnes performances de son buteur, Lineker, auteur de 26 buts en 40 matchs de championnat et de son acolyte en attaque Alan Smith. De retour en First Division, Leicester parvient à éviter la relégation en terminant deux fois 15e mais est contraint de vendre son attaquant vedette à Everton en 1985 contre une somme avoisinant les 800 000 £. Le club s'enlise alors de plus en plus au fond du classement et ne réalise plus aucun parcours mémorable dans les coupes nationales. En 1986, Milne quitte le club alors que le club est relégué en Second Division et est remplacé en 1987 par David Pleat. La même année, Alan Smith, est à son tour vendu et n'est jamais véritablement remplacé par le club. Sous les ordres de Pleat, Leicester entame alors un déclin. Le club est incapable de se mêler à la lutte pour la montée et enchaîne les performances décevantes en terminant dans la seconde partie de tableau durant plusieurs saisons consécutives. Ces résultats conduisent au licenciement de Pleat en 1991, le club étant aux portes de la division trois.

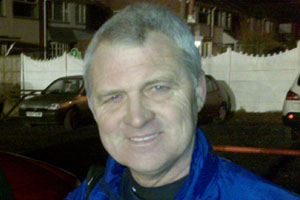
Brian Little permet au club de retrouver la première division en 1994.

Brian Little arrive alors aux commandes du club et emmène l'équipe en playoffs pour l'accession en division 1 pour sa première saison. Les Foxes perdent toutefois leur confrontation face à Blackburn. Ce n'est que deux ans plus tard, en 1994, que le club parviendra à retourner au sein de l'élite en l'emportant face à Derby County.

### Leicester en Premier League (1994-2002)
Après le début de saison en Premier League, Little décide de quitter le club en novembre 1994 afin de rejoindre Aston Villa. Ce départ fit très mal au club et son successeur, Mark McGhee fut incapable d'éviter la relégation à l'issue de la saison.
À la surprise générale, et alors que les Foxes caracolent en tête du championnat de seconde division, McGhee décide de quitter le club pour rejoindre Wolverhamton.
McGhee est alors remplacé par le Nord-Irlandais Martin O'Neill en 1995. O'Neill guide le club vers la cinquième place en championnat, offrant ainsi une place pour les play-offs. En finale, Leicester a rendez-vous avec Crystal Palace. Rapidement menés 1-0, O'Neill et ses hommes parviennent à revenir à égalité grâce à un penalty de Garry Parker à la 76e minute puis, passent devant dans les ultimes secondes de la prolongation grâce à Stephen Claridge. Ce succès permet ainsi aux Foxes de valider une nouvelle promotion.

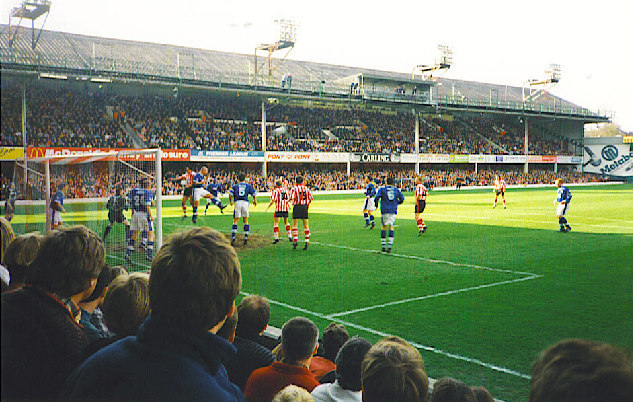
Leicester en déplacement au Dell contre Southampton en 1997.

À la suite de ce retour dans l'élite, Leicester parvient à s'installer de façon durable au sein de l'élite lors de la deuxième partie des années 1990 en terminant dans le top 10 lors de quatre saisons consécutives. 

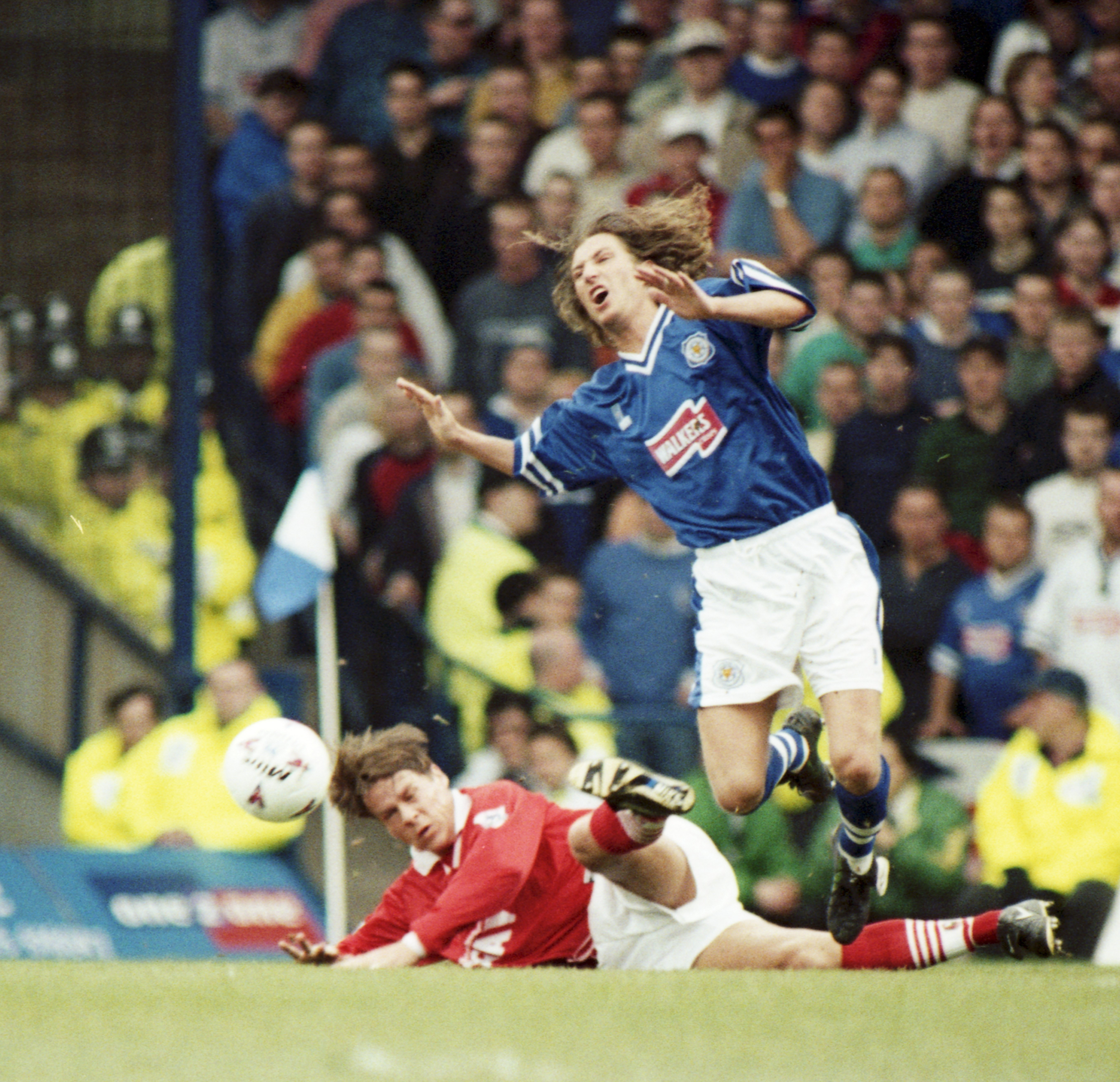
Robbie Savage en action contre Barnsley en 1998.

En 1997, O'Neill met fin à 33 années d'attente en parvenant à remporter la League Cup grâce à une victoire 2-1 contre Middlesbrough. Il s'agit du premier trophée majeur du club depuis 1964.
Ce triomphe permet aux Foxes de disputer la Coupe UEFA lors de la saison 1997-1998. Ils sont toutefois éliminés dès les 32e de finale contre l'Atlético de Madrid.
O'Neill récidive et remporte une nouvelle fois la League Cup en 1999 avant de quitter le club en juin 2000 pour prendre les rênes du Celtic.
O'Neill est alors remplacé par l'ancien coach des espoirs anglais, Peter Taylor. La saison 2000-2001 débute bien pour les Foxes qui sont dans la course pour accrocher une place européenne durant la majeure partie de la saison. Cependant, une fin de championnat plus compliquée les condamne à une treizième place sans grande saveur.
Après un début de campagne chaotique la saison suivante, Taylor est licencié et remplacé par Dave Basset, dont le séjour sur le banc ne dure que six mois.
Son assistant Micky Adams le remplace pour terminer une saison catastrophique, clôturée par une relégation en seconde division.
Quelques mois plus tard, Leicester dit adieu à Filbert Street et emménage dans son nouveau stade, le Walkers Stadium, d'une capacité de 32 314 places. Pour sa première saison dans son nouveau stade, Leicester parvient à remonter en Premier League en terminant deuxième du championnat avec 92 points.

### Instabilité et descente en League One (2002-2010)
Toutefois, de graves problèmes financiers viennent plomber la situation sportive et économique du club, qui ne parvient plus à se stabiliser en Premier League. Ainsi, après une seule saison en Premier League, le club est une nouvelle fois relégué en Championship à l'issue de la saison 2003-2004.
La spirale négative semble alors continuer pour le club. Adams démissionne en octobre 2004 alors que l'équipe végète en deuxième division et est remplacé par l'Écossais Craig Levein. Levein parvient à éviter la relégation en terminant 15e lors de la saison 2004-2005. La saison suivante est de nouveau ratée pour le club qui clôture l'exercice 2005-2006 à la 16e place Levein quitte alors son poste d'entraîneur et est remplacé par Robert Kelly.
Apparaît alors une période d'instabilité sur le banc de touche et après deux nouvelles saisons médiocres en Championship, Leicester sombre et descend en League One pour la première fois de son histoire à l'issue de la saison 2007-2008.

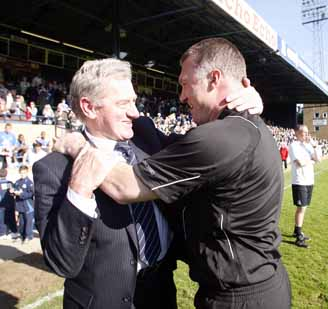
Mandarić et Pearson célèbrent le titre de League One.

Les Foxes ne resteront cependant pas bien longtemps en Third Division. Le club nomme Nigel Pearson à la tête de l'équipe et remporte le championnat dès la saison 2008-2009 après une victoire 2-0 contre Southend United à deux journées de la fin et parviennent ainsi à retrouver le Championship à leur première tentative.
La saison 2009-2010 est fortement encourageante grâce à l'impact du manager Pearson. Leicester termine cinquième et se qualifie donc pour les playoffs.
Le club manque toutefois la montée après une défaite aux tirs au but lors des demi-finales face à Cardiff.
À la surprise générale, Pearson, ne se sentant pas totalement soutenu par la direction démissionne afin de prendre en charge l'équipe de Hull City. Il est remplacé par le Portugais Paulo Sousa le 7 juillet 2010.

### Rachat par le groupe King Power: une équipe de premier plan (2010-2023)

Vichai Srivaddhanaprabha rachète le club en 2010 et le fait entrer dans une nouvelle dimension.

En août 2010, le propriétaire Mandaric trouve un accord pour vendre le club au groupe King Power, détenu par l'homme d'affaires thaïlandais Vichai Srivaddhanaprabha.
En octobre de la même année, après un mauvais début de saison durant lequel le club ne connaît la victoire qu'une seule fois lors des neuf premières rencontres de la saison, Sousa est démis de ses fonctions et est remplacé par le réputé entraîneur suédois Sven-Goran Eriksson. Cette nomination confirme les nouvelles ambitions du club de retrouver l'élite du football anglais le plus rapidement possible. Fort de son expérience, Eriksson parvient à faire remonter le club au classement et termine à une honorable dixième place compte tenu de la position dans laquelle se trouvait l'équipe à son arrivée. Pourtant nommé parmi les favoris de la saison, Leicester réalise un début d'exercice 2011-2012 assez inconstant. Après seulement un an à la tête de l'équipe, Eriksson quitte alors le club par consentement mutuel.
Il est remplacé en novembre 2011 par l'ancien entraîneur Nigel Pearson, dont le passage avait été une réussite.

Pearson et ses hommes terminent le championnat à la sixième place, ce qui les qualifia une nouvelle fois pour les play-offs d'accession à la Premier League.

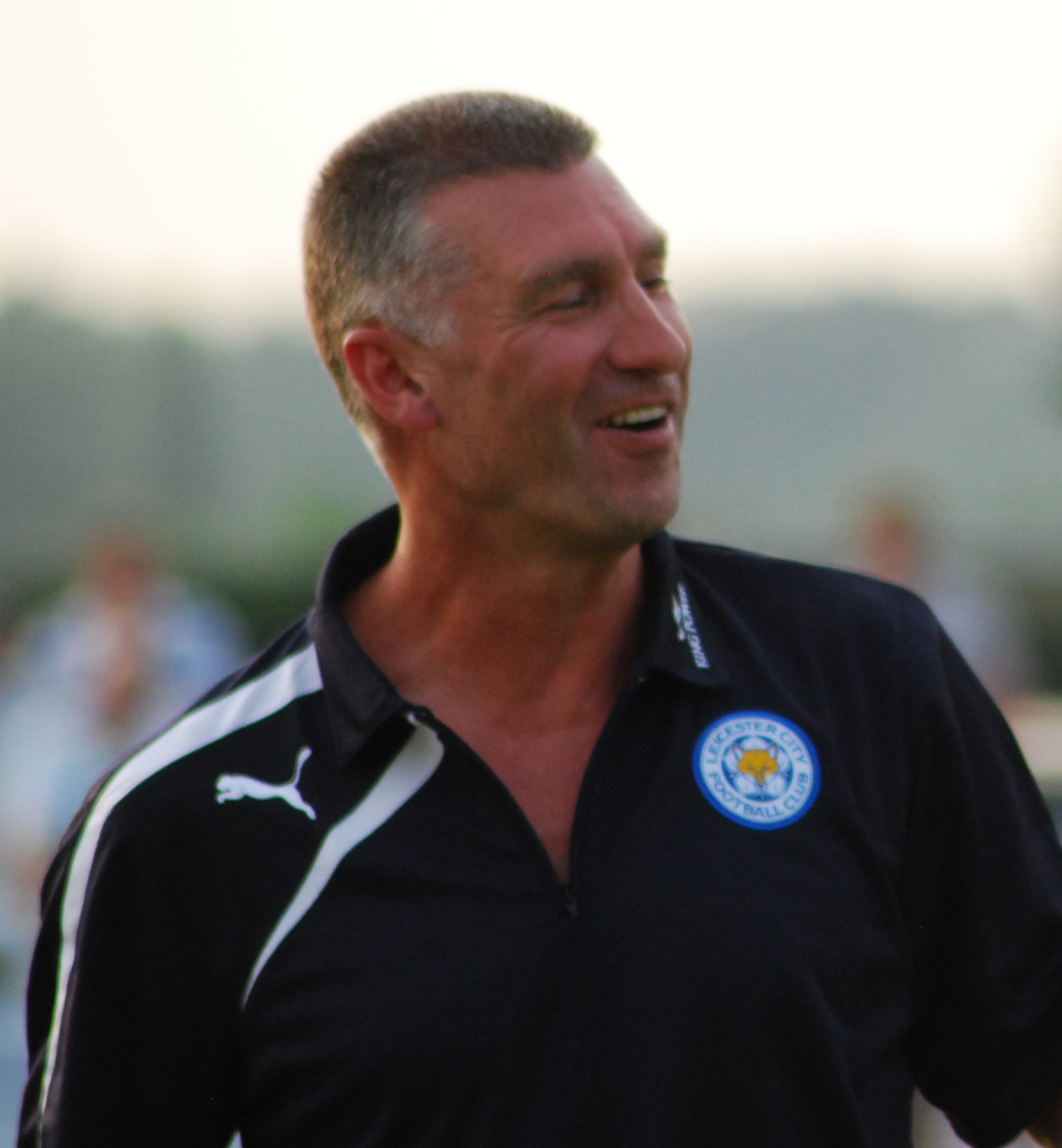
Nigel Pearson fait remonter le club en Premier League

En demi-finale, les "Foxes" affrontent Watford, et l'emportent 1-0 à l'aller. Au retour, alors que Watford mène 2-1, le jeune Français de Leicester Anthony Knockaert obtient un penalty à la 97e minute. Ce dernier se charge lui-même de le tirer. Il a la balle de la qualification pour la finale des play-offs entre les pieds. Il s'élance, mais rate son tir au but. Watford lance une dernière contre-attaque et marque le but qui les envoie en finale à Wembley. Leicester est sonné après ce dénouement rocambolesque et devra passer une nouvelle saison en Second Division.
Ce n'est toutefois que partie remise pour les Foxes puisque durant la saison 2013-2014, ils dominent le championnat D2 de la tête et des épaules, au point de cumuler 44 points en 17 journées, et 89 en 40 journées. Sans surprise, le club est officiellement promu le 5 avril 2014 et retrouve la Premier League après l'avoir quittée en 2003-2004.

#### Retour en Premier League puis premier titre (2014-2016)
Leicester commence la saison 2014-2015, sa première saison depuis 2004 en Premier League, par de bons résultats dans les cinq premiers matches de championnat, en commençant par un match nul 2-2 le jour de l'ouverture contre Everton. Le 21 septembre 2014, Leicester bat Manchester United par cinq buts à trois au King Power Stadium après avoir été mené trois buts à un et en inscrivant quatre buts lors de la dernière demi-heure de jeu. Toutefois, une série de contre-performances voit par la suite l'équipe chuter considérablement au classement, n'engrangeant que dix-neuf points en vingt-neuf matchs. Le 3 avril 2015, les Foxes comptent sept points de retard sur le premier non-relégable et semblent donc promis à la relégation. Ils réussissent néanmoins à inverser la tendance avec sept victoires lors de leurs neuf derniers matchs de championnat, terminant la saison à la quatorzième place avec quarante-et-un points. Une victoire 5-1 face à QPR, équipe alors déjà reléguée, clôt la saison. Le sauvetage in extremis de l'équipe est, mathématiquement, le meilleur sauvetage jamais vu en Premier League, puisqu'aucune équipe n'avait jamais réussi à se maintenir avec moins de vingt points après vingt-neuf journées[réf. nécessaire]. Elle devient la troisième équipe de l'histoire de Premier League à survivre après avoir été lanterne rouge à Noël, après West Bromwich Albion en 2005 et Sunderland en 2014[réf. nécessaire].

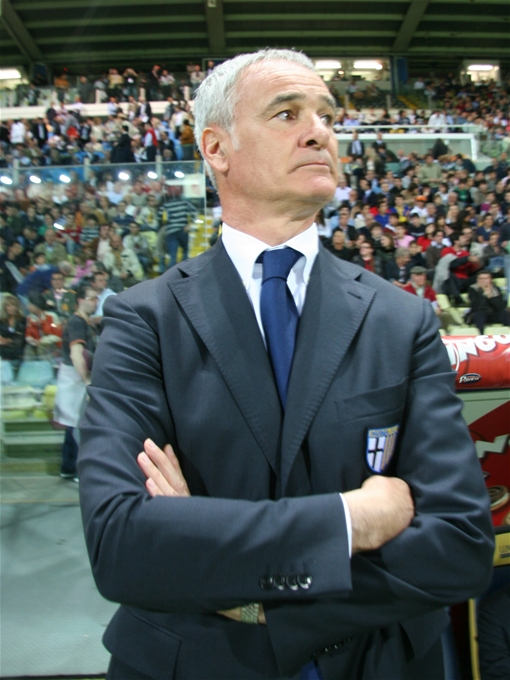
Claudio Ranieri est l'entraîneur menant Leicester au titre de champion d'Angleterre.

Pour la saison 2015-2016, Leicester City nomme Claudio Ranieri, l'ancien coach de Chelsea, comme nouvel entraîneur. Sous son impulsion, le club réalise un début de saison exceptionnel, notamment grâce à l'attaquant Jamie Vardy, qui marque treize buts sur onze matchs consécutifs entre août et novembre, battant le record de Premier League de Ruud van Nistelrooy, qui avait marqué dans dix matches consécutifs. Le 5 décembre 2015, Leicester devient premier de Premier League, avec deux points d'avance. Le 14 décembre, Leicester bat le champion en titre Chelsea 2-1, avec des buts de Jamie Vardy et Riyad Mahrez. Le 19 décembre, à Goodison Park, Mahrez marque deux penaltys contre Everton, offrant la victoire aux siens sur le score de 2-3. Ce résultat offre à Leicester la tête de la Premier League le jour de Noël. Le 6 février 2016, Leicester l'emporte par trois buts à un à Manchester City et compte alors cinq points d'avance sur Tottenham et Arsenal. Le 10 avril 2016, sa victoire 2 à 0 obtenue sur la pelouse de Sunderland, grâce à son attaquant vedette Jamie Vardy, qualifie Leicester pour la première Ligue des champions de son histoire.

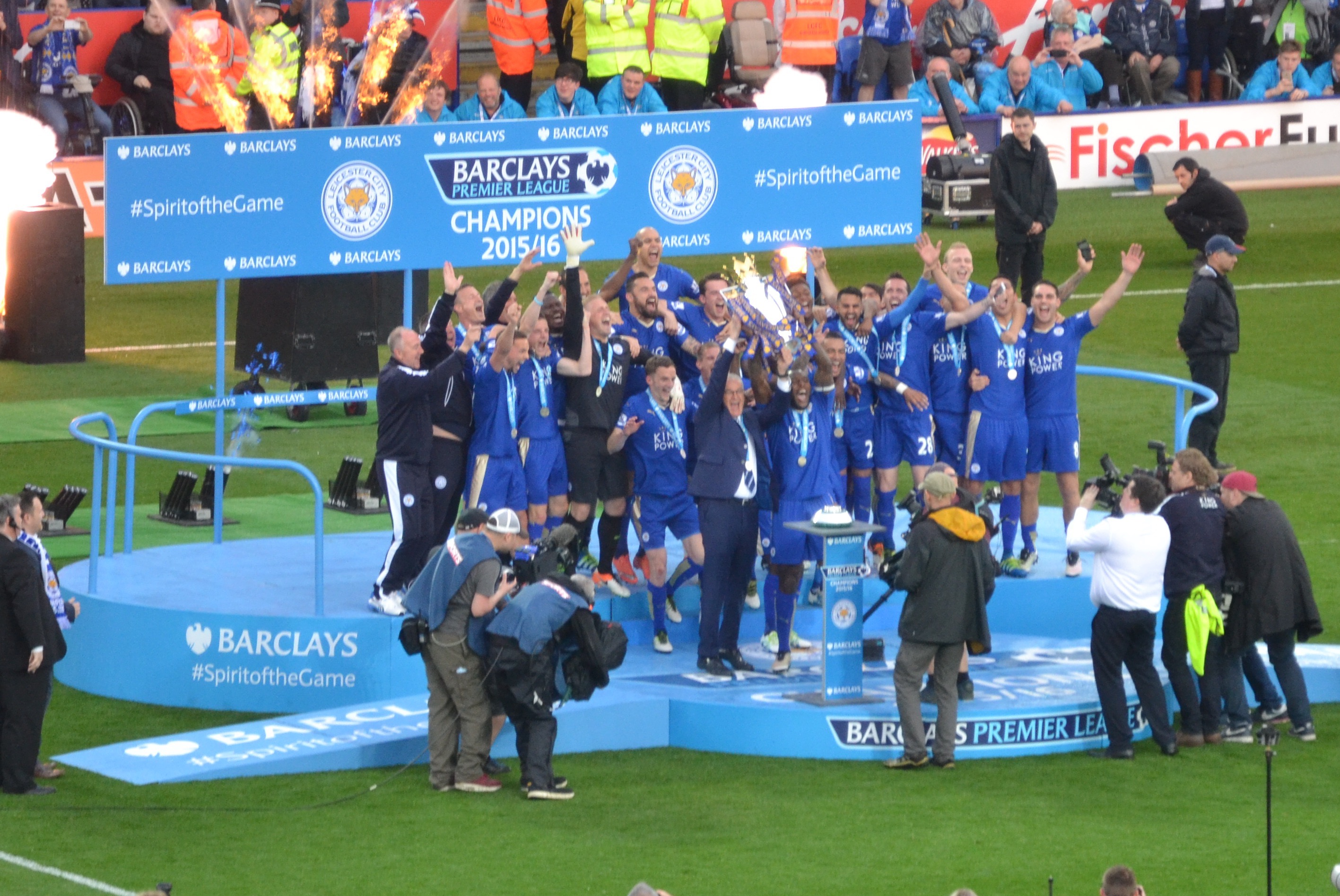
Les joueurs de Leicester sacrés champions d'Angleterre

Lors de la 36e journée, après les matchs nuls de Leicester à Manchester United et de Tottenham à Chelsea, Leicester City devient champion d'Angleterre pour la première fois de son histoire. Ce sacre est considéré comme le plus grand bouleversement sportif jamais vu, les bookmakers n'avaient jamais vu une aussi grosse cote l'emporter tous sports confondus, la cote étant de 5 000 contre 1 en début de saison. Avant cela, le meilleur classement du club était une seconde place lors de la saison 1928-1929.
Les Foxes reçoivent le trophée de Premier League le 7 mai 2016 à l'issue d'une victoire contre Everton (3-1) au King Power Stadium

#### Leicester rentre dans le rang (2016-2019)
La saison suivante est plus difficile. Le club se sépare d'un de ses meilleurs éléments, le français N'Golo Kanté, recruté un an plus tôt pour 8 millions d'euros est cédé au FC Chelsea pour 38 millions d'euros.

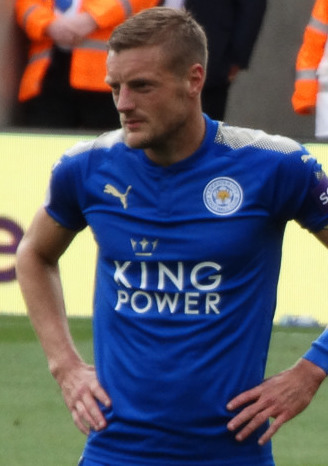
Jamie Vardy attaquant phare du club, ici en 2017.

Certains joueurs arrivés après le titre comme Ahmed Musa ou Islam Slimani ne donnent pas satisfaction et l'équipe entraînée par Claudio Ranieri végète dans le ventre mou du championnat et flirte même avec la zone de relégation. Les choses sont toutefois plus positives en Europe. Pour sa première participation à la Ligue des champions, Leicester termine premier d'un groupe composé du FC Porto, de Copenhague et du Club Bruges KV. Qualifiés pour les huitièmes de finale, les Foxes ont rendez-vous avec FC Séville. La défaite 2-1 en Espagne coûte finalement sa place à Ranieri, licencié alors qu'il avait pourtant prolongé quelques mois plus tôt. Le technicien italien est remplacé par Craig Shakespeare et au match retour, les champions d'Angleterre s'imposent 2-0 à domicile pour rejoindre les quarts de finale. C'est là que leur beau parcours européen s'arrête puisque Shakespeare et ses hommes sont défaits par l'Atlético de Madrid, 2-1 sur l'ensemble des deux matchs. Déçus mais optimistes, les dirigeants maintiennent Craig Shakespeare qui a réussi à redresser la barre en championnat et bloquent le départ de la plupart des joueurs cadres (tel l'Algérien Mahrez pour Manchester City).
Le départ de cette nouvelle saison est similaire à celui de la saison précédente malgré un recrutement intéressant, tel le défenseur central de Hull City, Harry Maguire. Relégable en octobre, Craig Shakespeare est démis de ses fonctions. Peu de temps avant la reprise, le Français Claude Puel, licencié par Southampton, est engagé le 25 octobre. Il persuade les joueurs phares de modifier le style de jeu de l'équipe. Il place notamment Harry Maguire au poste de défenseur central, où l'anglais se montre performant et bon dans la relance. L'équipe s'adapte au style prôné par le manager français, et malgré quelques dissensions (entre notamment Jamie Vardy, Kasper Schmeichel et Claude Puel), la formation remonte au classement. Elle évolue même juste derrière les cadors, au coude-à-coude avec Everton, pendant la majeure partie de la saison. Finalement, Leicester se classe neuvième. Le bon bilan sportif en Premier League est conforté par deux parcours honorables dans les deux coupes nationales où Leicester n'est éliminé qu'en quart de finale.

##### Tragédie du 27 octobre 2018
Le samedi 27 octobre 2018, après le match entre les Foxes et West Ham (1-1), l’hélicoptère du président Vichai Srivaddhanaprabha décolle du stade et prend une trajectoire inhabituelle à cause du vent. L'appareil s’écrase au sol et prend instantanément feu avec à son bord le président, le pilote ainsi que son épouse et deux autres collaborateurs. Il n'y a aucun survivant. Le club annonce le lendemain soir sur Twitter le bilan du drame et la disparition du président thaïlandais.

##### L'ère Brendan Rodgers et retour au sommet (2019-2023)
En février 2019, après une série de mauvais résultats, l'entraîneur français Claude Puel est démis de ses fonctions et est remplacé par le manager nord-irlandais Brendan Rodgers.
Durant l'été 2019, le club décide de vendre son défenseur Harry Maguire à Manchester United contre 80 millions de livres, un record.
Malgré cette perte importante, l'équipe de Leicester, emmenée par une jeune génération talentueuse incarnée par Ben Chilwell, James Maddison ou encore Youri Tielemans et par ses cadres historiques tels que Jamie Vardy ou Kasper Schmeichel réalise le meilleur début de saison de son histoire au sein de l'élite anglaise et le club est considéré par les journalistes et consultants comme étant le principal candidat pour briser l'hégémonie du "Big six".
Le 25 octobre 2019, les Foxes l'emportent sur la pelouse de Southampton sur le score de 0-9. Il s'agit de la plus grande victoire à l'extérieur pour une équipe en déplacement dans l'histoire de la première division anglaise. Le club termine finalement à la 5e place du championnat, qualificative pour la phase de groupes de la Ligue Europa 2020-2021, après avoir longtemps cru à un retour en Ligue des champions, perdant sa place dans le Top 4 à la 37e journée à la suite d'une défaite 3-0 contre Tottenham.

Composition des équipes lors de la finale de la FA Cup en 2021.

La saison suivante démarre bien pour les Foxes. Le club passe la plus grande majorité de la saison dans le Top 4, synonyme de qualification pour la Ligue des champions mais s'effondre, comme la saison précédente, en toute fin de saison après deux défaites face à Chelsea et une nouvelle fois Tottenham Hotspur. Les hommes de Brendan Rodgers sont donc encore une fois éjectés des places qualificatives pour la Ligue des champions et devront, une nouvelle fois, se contenter de la Ligue Europa pour la saison 2021-2022. Sur la scène européenne, Leicester termine en tête de son groupe devant le club portugais de Braga mais voit son parcours s'arrêter prématurément dès les 16èmes de finale contre le Slavia Prague.
Cette saison, une nouvelle fois positive pour le club qui arrive à se stabiliser dans le Top 5 du championnat, est finalement historique puisque les Foxes remportent la première Coupe d'Angleterre de leur histoire en battant Chelsea 1-0 grâce à un splendide but du belge Youri Tielemans. Cette victoire vient couronner l'excellent travail effectué par Rodgers depuis plus de deux ans, et confirme la place de Leicester comme l'une des toutes meilleures équipes du Royaume.
Le 7 août 2021, Leicester remporte le Community Shield contre le champion d'Angleterre 2021 Manchester City grâce à un pénalty transformé par l'international nigérian Kelechi Iheanacho à la 89e minute. Ce triomphe permet aux Foxes de remporter leur premier Community Shield depuis 1971.

### Relégation en Championship (2023-2024)
Malgré ces derniers succès sportifs, force est de constater que le train de vie du club a baissé à partir de 2020. Ce déclin s'explique en partie par les pertes du groupe King Power, à la suite de l'impact de la pandémie de Covid-19 sur le secteur des boutiques hors taxes,. En dépit d'investissements sur les infrastructures du club, cela entraîne une baisse des dépenses du club, notamment en ce qui concerne le recrutement,,.
Le début de saison 2022-2023 est catastrophique, avec un unique point récolté en deux mois de championnat. Brendan Rogers est alors menacé mais il est maintenu à la suite d'un redressement impressionnant des résultats sur octobre-novembre avec 5 matchs remportés sur 8 incluant une victoire 4-0 à domicile contre Wolverhampton Wanderers et une victoire 2-0 contre West Ham, qui coincide avec une remontée au classement. Cette bonne forme est interrompue par le fait que la saison de Premier League se met en pause pour laisser la place à la coupe du monde de football 2022. Après cette dernière, la reprise est très compliquée pour Leicester. Le manager Brendan Rodgers en fait finalement les frais et est limogé le 2 avril 2023. Ce licenciement survient juste après la défaite de son équipe face à Crystal Palace, alors que Leicester est en position de relégable. Il est remplacé par le technicien anglais Dean Smith. Lors de l'ultime journée, Leicester remporte son match mais Everton, concurrent direct pour le maintien, s'impose également 1-0 contre Bournemouth. Les Foxes terminent ainsi 18e de Premier League et sont donc relégués en Championship pour la saison 2023-2024.
Cette rétrogradation est néanmoins de courte durée puisque le club parvient à réintégrer la Premier League dès l'année suivante en remportant le huitième Championship de son histoire.

## Couleurs et identité
Les couleurs traditionnelles du club sont le bleu royal, généralement assorti avec un short blanc.
Le symbole du club est un renard d'où le surnom "Foxes" et la mascotte est un renard prénommé "Filbert Fox". L'image d'un renard fut pour la première fois intégrée au logo du club en 1948, en référence au comté du Leicestershire, connu pour ses renards et pour la chasse de ces derniers.
L'équipementier du club est Adidas depuis 2018.

## Bilan sportif

### Palmarès
| Compétitions nationales | Compétitions internationales | Compétitions régionales                                                                         |
| --- | --- | ----------------------------------------------------------------------------------------------- |
| - Championnat d'Angleterre (1) : - Champion : 2016 - Vice-champion : 1929 - Coupe d'Angleterre (1) : - Vainqueur : 2021 - Finaliste : 1949, 1961, 1963 et 1969. - Coupe de la Ligue (3) : - Vainqueur : 1964, 1997 et 2000. - Finaliste : 1965 et 1999. - Community Shield (2) : - Vainqueur : 1971 et 2021. - Finaliste : 2016 - Championnat d'Angleterre de D2 (8) : - Champion : 1925, 1937, 1954, 1957, 1971, 1980, 2014 et 2024. - Vice-champion : 1908 et 2003. - Championnat d'Angleterre de D3 (1) : - Champion : 2009. | - Ligue des champions (0) : - Participation : 1 (1/4 finale 2017). - Coupe d'Europe des vainqueurs de coupe (0) : - Participation : 1 (1/8 finale 1962). - Coupe UEFA/Ligue Europa (0) : - Participations : 4 (1998, 2001, 2021 et 2022). - Ligue Europa Conférence (0) : - Participations : 1 (1/2 finale 2022). - Coupe anglo-italienne (0) : - Participations : 3 (1972, 1993 et 1994). - Coupe anglo-écossaise (0) : - Participation : 1 (1976). - Texaco Cup (0) : - Participations : 2 (1973 et 1974). | - War League South (1) : - Champion : 1942. - Football League War Cup (1) : - Vainqueur : 1941. |

### Bilan européen
Légende
- Victoire ou qualification pour le tour suivant
- Match nul
- Défaite ou élimination de la compétition

Note : dans les résultats ci-dessous, le score du club est toujours donné en premier
| Saison    | Compétition             | Tour                | Club                     | Domicile | Extérieur | Total     |
| --------- | ----------------------- | ------------------- | ------------------------ | -------- | --------- | --------- |
| 1961-1962 | Coupe des coupes        | Tour préliminaire   | Glenavon FC              | 3 - 1    | 4 - 1     | 7 - 2     |
| 1961-1962 | Coupe des coupes        | Seizièmes de finale | Atlético Madrid          | 1 - 1    | 0 - 2     | 1 - 3     |
| 1997-1998 | Coupe UEFA              | Premier tour        | Atlético Madrid          | 0 - 2    | 1 - 2     | 1 - 4     |
| 2000-2001 | Coupe UEFA              | Premier tour        | Étoile rouge de Belgrade | 1 - 1    | 1 - 3     | 2 - 4     |
| 2016-2017 | Ligue des champions     | Groupe G            | FC Porto                 | 1 - 0    | 0 - 5     | Premier   |
| 2016-2017 | Ligue des champions     | Groupe G            | Club Bruges              | 2 - 1    | 3 - 0     | Premier   |
| 2016-2017 | Ligue des champions     | Groupe G            | FC Copenhague            | 1 - 0    | 0 - 0     | Premier   |
| 2016-2017 | Ligue des champions     | Huitièmes de finale | Séville FC               | 2 - 0    | 1 - 2     | 3 - 2     |
| 2016-2017 | Ligue des champions     | Quarts de finale    | Atlético Madrid          | 1 - 1    | 0 - 1     | 1 - 2     |
| 2020-2021 | Ligue Europa            | Groupe G            | Sporting Braga           | 4 - 0    | 3 - 3     | Premier   |
| 2020-2021 | Ligue Europa            | Groupe G            | AEK Athènes              | 2 - 0    | 2 - 1     | Premier   |
| 2020-2021 | Ligue Europa            | Groupe G            | Zorya Louhansk           | 3 - 0    | 0 - 1     | Premier   |
| 2020-2021 | Ligue Europa            | Seizièmes de finale | Slavia Prague            | 0 - 2    | 0 - 0     | 0 - 2     |
| 2021-2022 | Ligue Europa            | Groupe C            | SSC Naples               | 2 - 2    | 2 - 3     | Troisième |
| 2021-2022 | Ligue Europa            | Groupe C            | Spartak Moscou           | 1 - 1    | 4 - 3     | Troisième |
| 2021-2022 | Ligue Europa            | Groupe C            | Legia Varsovie           | 3 - 1    | 0 - 1     | Troisième |
| 2021-2022 | Ligue Europa Conférence | Barrages            | Randers FC               | 4 - 1    | 3 - 1     | 7 - 2     |
| 2021-2022 | Ligue Europa Conférence | Huitièmes de finale | Stade rennais            | 2 - 0    | 1 - 2     | 3 - 2     |
| 2021-2022 | Ligue Europa Conférence | Quarts de finale    | PSV Eindhoven            | 0 - 0    | 2 - 1     | 2 - 1     |
| 2021-2022 | Ligue Europa Conférence | Demi-finales        | AS Rome                  | 1 - 1    | 0 - 1     | 1 - 2     |

## Personnalités du club

### Entraîneurs
| \| Rang \| Nom \| Période \| \| ---- \| ------------------------------ \| --------- \| \| 1 \| Andy Aitken \| 1909-1911 \| \| 2 \| Peter Hodge \| 1919-1926 \| \| 3 \| Willie Orr \| 1926-1934 \| \| 4 \| Peter Hodge \| 1932-1934 \| \| 5 \| Arthur Lochhead \| 1934-1936 \| \| 6 \| Frank Womack \| 1936-1939 \| \| 7 \| Tom Bromilow \| 1939-1945 \| \| 8 \| Tom Mather \| 1945-1946 \| \| 9 \| Johnny Duncan \| 1946-1949 \| \| 10 \| Norman Bullock \| 1949-1955 \| \| 11 \| Dave Halliday \| 1955-1958 \| \| 12 \| Matt Gillies \| 1958-1968 \| \| 13 \| Frank O'Farrell \| 1968-1971 \| \| 14 \| Jimmy Bloomfield \| 1971-1977 \| \| 15 \| Frank McLintock \| 1977-1978 \| \| 16 \| Jock Wallace \| 1978-1982 \| \| 17 \| Gordon Milne \| 1982-1986 \| \| 18 \| Gordon Milne et Bryan Hamilton \| 1986-1987 \| \| 19 \| Bryan Hamilton \| 1987 \| \| 20 \| David Pleat (en) \| 1987-1991 \| \| 21 \| Gordon Lee \| 1991 \| \| 22 \| Brian Little \| 1991-1994 \| \| 23 \| Mark McGhee \| 1994-1995 \| \| 24 \| Martin O'Neill \| 1995-2000 \| \| 25 \| Peter Taylor \| 2000-2001 \| \| 26 \| Dave Bassett \| 2001-2002 \| \| 27 \| Micky Adams \| 2002-2004 \| \| 28 \| Craig Levein \| 2004-2006 \| \| 29 \| Robert Kelly \| 2006-2007 \| \| 30 \| Martin Allen \| 2007 \| \| 31 \| Gary Megson \| 2007 \| \| 32 \| Ian Holloway \| 2007-2008 \| \| 33 \| Nigel Pearson \| 2008-2010 \| \| 34 \| Paulo Sousa \| 2010 \| \| 35 \| Sven-Göran Eriksson \| 2010-2011 \| \| 36 \| Nigel Pearson \| 2011-2015 \| \| 37 \| Claudio Ranieri \| 2015-2017 \| \| 38 \| Craig Shakespeare \| 2017 \| \| 39 \| Claude Puel \| 2017-2019 \| \| 40 \| Brendan Rodgers \| 2019-2023 \| \| 41 \| Dean Smith \| 2023 \| \| 42 \| Enzo Maresca \| 2023-2024 \| \| 43 \| Steve Cooper \| 2024 \| \| 44 \| Ruud van Nistelrooy \| 2024-2025 \| |                                |           |
| Rang | Nom                            | Période   |
| 1 | Andy Aitken                    | 1909-1911 |
| 2 | Peter Hodge                    | 1919-1926 |
| 3 | Willie Orr                     | 1926-1934 |
| 4 | Peter Hodge                    | 1932-1934 |
| 5 | Arthur Lochhead                | 1934-1936 |
| 6 | Frank Womack                   | 1936-1939 |
| 7 | Tom Bromilow                   | 1939-1945 |
| 8 | Tom Mather                     | 1945-1946 |
| 9 | Johnny Duncan                  | 1946-1949 |
| 10 | Norman Bullock                 | 1949-1955 |
| 11 | Dave Halliday                  | 1955-1958 |
| 12 | Matt Gillies                   | 1958-1968 |
| 13 | Frank O'Farrell                | 1968-1971 |
| 14 | Jimmy Bloomfield               | 1971-1977 |
| 15 | Frank McLintock                | 1977-1978 |
| 16 | Jock Wallace                   | 1978-1982 |
| 17 | Gordon Milne                   | 1982-1986 |
| 18 | Gordon Milne et Bryan Hamilton | 1986-1987 |
| 19 | Bryan Hamilton                 | 1987      |
| 20 | David Pleat (en)               | 1987-1991 |
| 21 | Gordon Lee                     | 1991      |
| 22 | Brian Little                   | 1991-1994 |
| 23 | Mark McGhee                    | 1994-1995 |
| 24 | Martin O'Neill                 | 1995-2000 |
| 25 | Peter Taylor                   | 2000-2001 |
| 26 | Dave Bassett                   | 2001-2002 |
| 27 | Micky Adams                    | 2002-2004 |
| 28 | Craig Levein                   | 2004-2006 |
| 29 | Robert Kelly                   | 2006-2007 |
| 30 | Martin Allen                   | 2007      |
| 31 | Gary Megson                    | 2007      |
| 32 | Ian Holloway                   | 2007-2008 |
| 33 | Nigel Pearson                  | 2008-2010 |
| 34 | Paulo Sousa                    | 2010      |
| 35 | Sven-Göran Eriksson            | 2010-2011 |
| 36 | Nigel Pearson                  | 2011-2015 |
| 37 | Claudio Ranieri                | 2015-2017 |
| 38 | Craig Shakespeare              | 2017      |
| 39 | Claude Puel                    | 2017-2019 |
| 40 | Brendan Rodgers                | 2019-2023 |
| 41 | Dean Smith                     | 2023      |
| 42 | Enzo Maresca                   | 2023-2024 |
| 43 | Steve Cooper                   | 2024      |
| 44 | Ruud van Nistelrooy            | 2024-2025 |

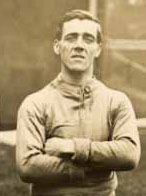
Tom Bromilow (1939-1945).
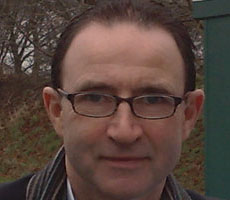
Martin O'Neill (1995-2000).
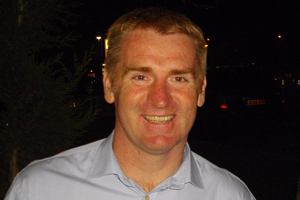
Dean Smith (2023)

### Effectif professionnel actuel
Le premier tableau liste l'effectif professionnel de Leicester City pour la saison 2025-2026. Le second recense les prêts effectués par le club lors de cette même saison.
En grisé, les sélections de joueurs internationaux chez les jeunes mais n'ayant jamais été appelés aux échelons supérieurs une fois l'âge-limite dépassé ou les joueurs ayant pris leur retraite internationale.

## Structures du club

### Stades
Leicester a eu deux stades différents depuis son entrée dans la Football League.
Le premier d'entre eux est Filbert Street que les Foxes rejoignent en 1891. La capacité du stade a varié au fil du XXe siècle pour faire face aux différentes normes de sécurités et de modernisation. Le record d'affluence est de 47 298 supporters à l'occasion d'une rencontre de FA Cup contre Tottenham Hotspur en 1928. À sa fermeture en 2002, l'enceinte pouvait accueillir 22 000 personnes.
Depuis juillet 2002, les Foxes disputent leurs parties à domicile au King Power Stadium (plus communément connu sous le nom de Filbert Way). Le stade possède une capacité d'accueil de 32 262 sièges et est présentement le 19e plus grand stade d'Angleterre. D'abord nommé Walkers Stadium, le stade est rebapisé King Power Stadium, après le rachat du club par Vichai Srivaddhanaprabha, propriétaire de la compagnie King Power.
En juillet 2021, le club a dévoilé des plans afin d'augmenter la capacité du stade à 40 000 places.

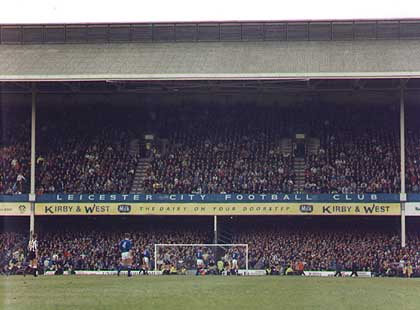
Filbert Street, stade de Leicester entre 1891 et 2002
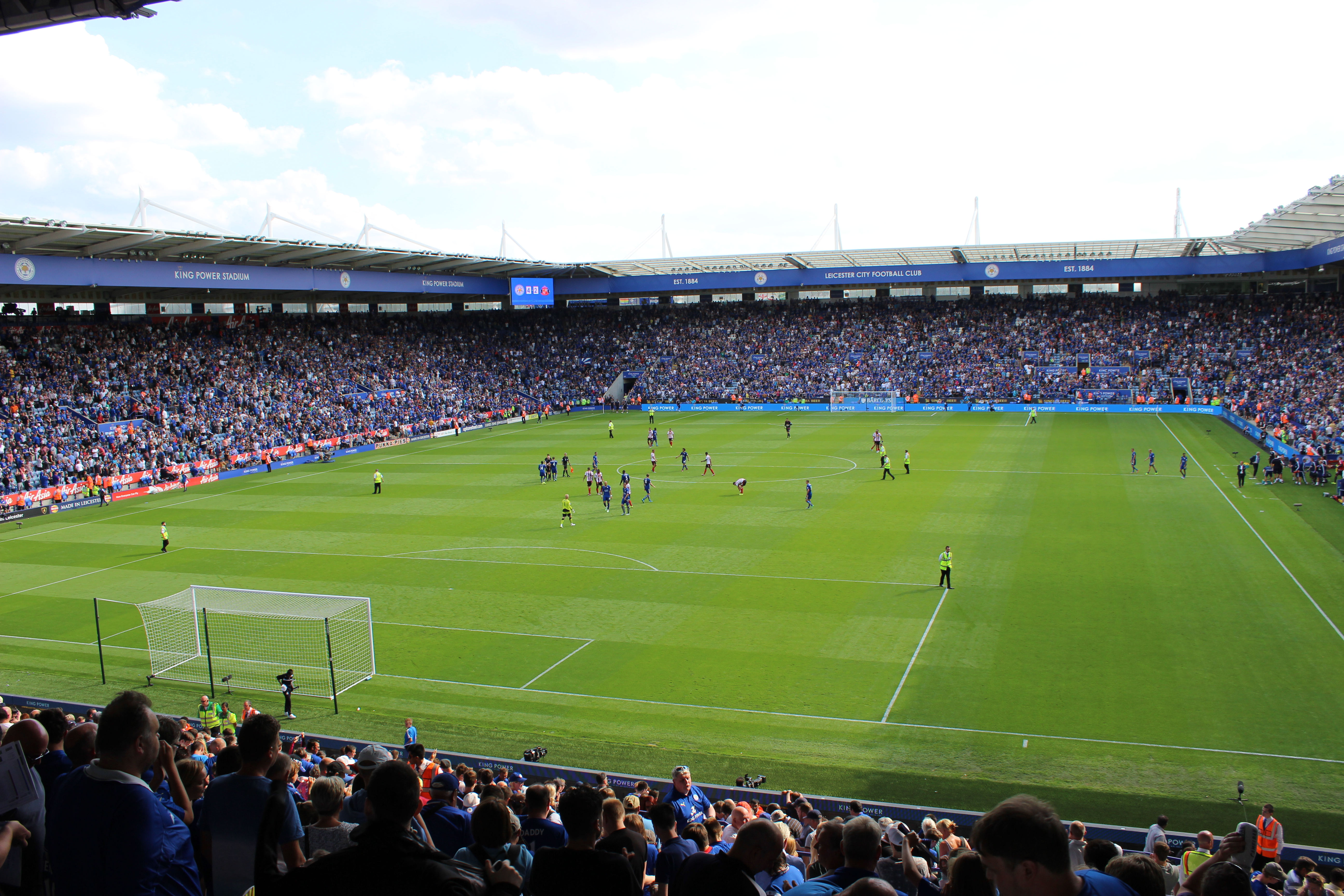
Vue intérieure du King Power Stadium, le stade actuel.

## Autres équipes

### Réserve et Académie
Leicester City possède une équipe des moins de 21 ans (U23 de 2016 à 2022). Les U21 jouent en Championnat d'Angleterre de football U21 de deuxième division depuis la saison 2023-2024. Les U21 participe à la Premier League Cup, compétition réservée aux équipes de moins de 21 ans, et la Premier League International Cup, compétition accueillant les équipes de jeunes anglaises et les équipes réserves européennes, compétition organisée par la Premier League mais non reconnue par l'UEFA. L'équipe est entrainée par Ben Petty depuis 2021.
Les Foxes possèdent également une équipe de moins de 18 ans. Les U18 participent au Championnat d'Angleterre des moins de 18 ans et à la FA Youth Cup, coupe similaire à la FA Cup mais réservée aux moins de 18 ans. Les U18 peuvent participer à l'UEFA Youth League si l'équipe sénior se qualifie en Ligue des champions de l'UEFA ou si les U18 remporte leur propre championnat. L'équipe est entrainée par Adam Barradell depuis 2020.

### Amateures
Les équipes de Leicester Nirvana et de Leicester Road évoluent spécifiquement en United Counties League Premier Division depuis la saison 2021-2022.

### Équipe féminine

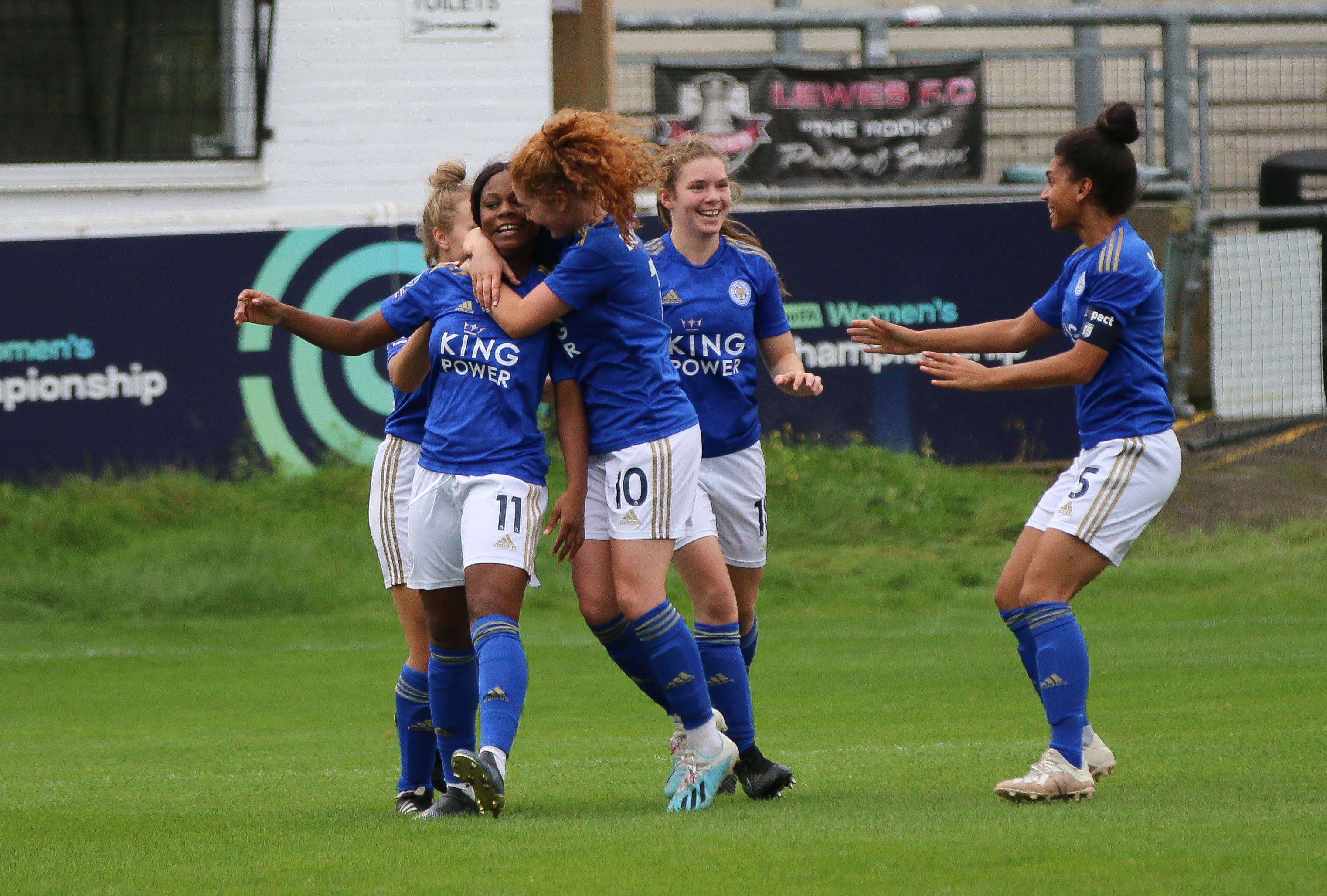
L'équipe féminine du club en 2019.

Le club a aussi une équipe féminine évoluant en Championnat d'Angleterre féminin de football depuis la saison 2021-2022, elle participe en FA Women's Cup, elle joue ses matchs au Farley Way Stadium, l'équipe est entrainée par Jonathan Morgan.
En 2018, la section féminine a atteint la finale de la FA Women's Premier League Cup où elle a perdu 3-1 contre Blackburn Rovers.
En 2020 et 2021, la section féminine atteint les quarts de finale de la Coupe d'Angleterre féminine de football.
Le 4 avril 2021, Leicester City accède pour la première fois de son histoire en FA Women's Super League grâce à sa victoire deux buts à zéro contre les London City Lionesses.

## Rivalités

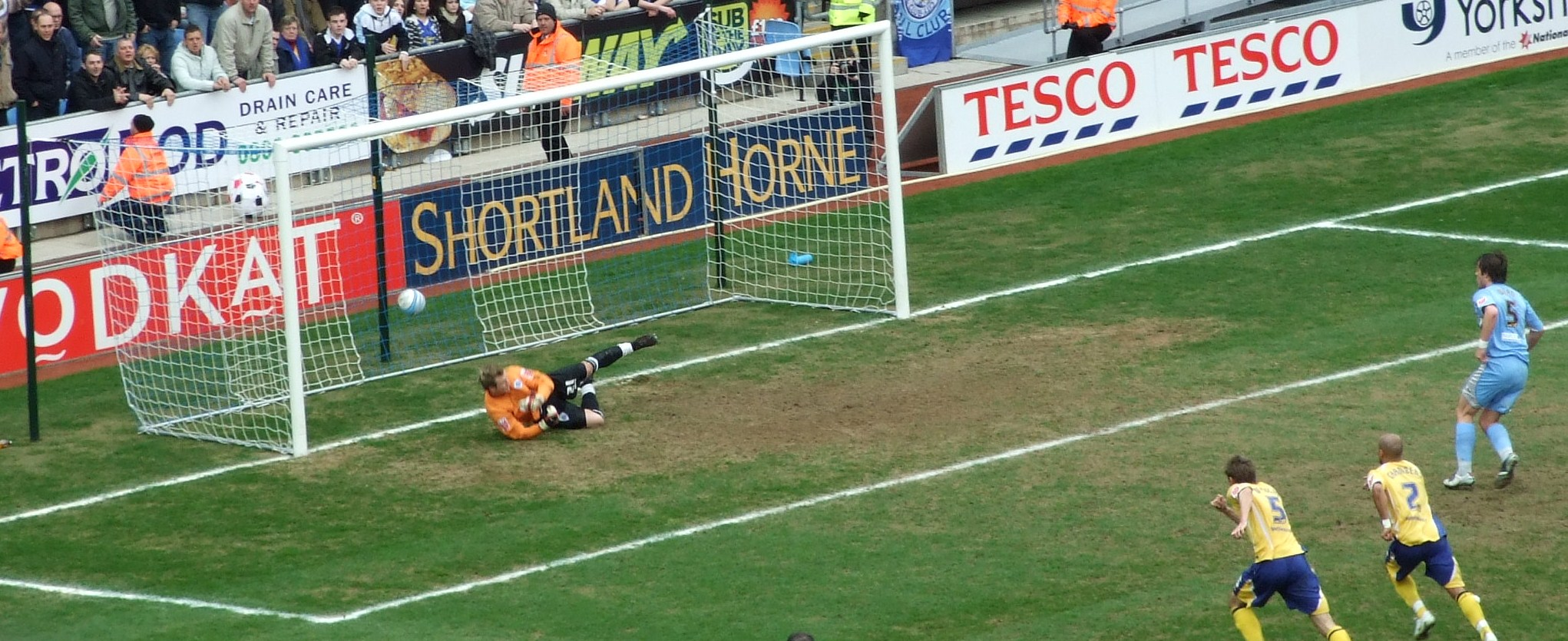
Scène d'une rencontre entre Leicester et Coventry City en 2008.

Les supporters de Leicester considèrent généralement Nottingham Forest comme étant leur principal rival.
Le club de Derby County est également considéré comme un grand rival.
Chaque rencontre entre ces trois clubs est appelée « East Midlands derby ».
Leicester entretient également une forte rivalité avec Coventry.

### Technologies et Leicester
Leicester City est un des premiers clubs britanniques à utiliser les données statistiques pour anticiper l'état de fatigue de ses joueurs. Par une collecte des données, chaque entraînement peut être adapté, et chaque comportement analysé. L'arrivée des technologies alliée aux développement du « Big data » permet de développer une analyse plus pointilleuse de la condition physique de chaque membre de l'équipe.
C'est un système coûteux, qui doit encore faire ses preuves pour convaincre la majorité des clubs de football[réf. nécessaire].